# Submarine Patrol
Submarine Patrol is een Amerikaanse oorlogsfilm uit 1938 onder regie van John Ford. De film werd destijds uitgebracht onder de titel Onderzee-patrouille.

## Verhaal
Luitenant John C. Drake is gedegradeerd wegens plichtsverzuim. Hij voert het commando over de bedenkelijke bemanning van een militaire onderzeeër. Drake wil zichzelf echter bewijzen. Hij brengt zo verschillende vijandelijke schepen tot zinken.

## Rolverdeling
| Acteur               | Personage              |
| -------------------- | ---------------------- |
| Richard Greene       | Perry Townsend III     |
| Nancy Kelly          | Susan Leeds            |
| Preston Foster       | John C. Drake          |
| George Bancroft      | Kapitein Leeds         |
| Slim Summerville     | Ellsworth Fickett      |
| John Carradine       | McAllison              |
| Joan Valerie         | Anne                   |
| Henry Armetta        | Luigi                  |
| Dick Hogan           | Johnny Miller          |
| Warren Hymer         | Rocky Haggerty         |
| Elisha Cook jr.      | Rutherford Davis Pratt |
| Douglas Fowley       | Pinky Brett            |
| J. Farrell MacDonald | Sails Quincannon       |
| George E. Stone      | Irving Goldfarb        |
| Jack Pennick         | Bos'un McPeek          |